# Назърица
Назърица (на сръбски: Назарица или Nazarica) е село в Община Босилеград, Сърбия. Има население от 28 жители (по преброяване от септември 2011 г.).

## Демография
- 1948 – 342
- 1953 – 380
- 1961 – 378
- 1971 – 340
- 1981 – 258
- 1991 – 144
- 2002 – 76
- 2011 – 28

## Етнически състав
(2002)
- 88,15% българи
- 9,21% сърби